# Bořivoj Kopic
Bořivoj Kopic (7. září 1931, Hradec Králové – 24. července 1982, Praha) byl český básník a spisovatel.

## Biografie
Bořivoj Kopic se narodil v roce 1931 v Hradci Králové, brzy po narození se s rodinou odstěhoval do Užhorodu, tam začal chodit do školy a v roce 1939 se rodina odstěhovala do Třebíče, kde také navštěvoval školu. V roce 1945 se rodina odstěhovala do Lázní Jeseník, kde nastoupil na gymnázium, kde v roce 1950 odmaturoval. Posléze odešel do Brna, kde mezi lety 1950 a 1954 na Filozofické fakultně Masarykovy univerzity vystudoval historii a filozofii. V roce 1954 pak nastoupil do národního podniku Kniha, tam pracoval do roku 1955 a v roce 1956 pracoval jako vychovatel učňů podniku Motorlet v Praze. Posléze přešel do nakladatelství Odeon, kde začal pracoval jako redaktor, na stejné pozici posléze pracoval od roku 1967 také v nakladatelství Práce. V letech 1969 a 1970 pracoval v časopisu Předvoj. Zemřel v roce 1982, kdy byl zavražděn.
Psal verše, které uváděl v časopise Červený květ, psal také knižní recenze a prózu, které vycházely v časopisech Lidová demokracie, Práce, Plamen, Dokořán, Kulturní tvorba, Svět práce, Kulturní noviny, Květy.